# Región de Karas
ǁKharas es una de las catorce regiones de Namibia. Según el censo de 2023, tiene una población de 109 893 habitantes.
Es la región más meridional del país. Tiene una superficie de 161 015 km², lo que la convierte en la más extensa.
"ǁKharas" es el nombre en nama de un aloe que crece en Namibia y Botsuana, la planta más conocida del país.

## Características generales
ǁKharas se considera una unidad económica, orgánico-administrativa y natural, que incluye los distritos de Keetmanshoop Urbano, Keetmanshoop Rural, Karasburg Este, Karasburg Oeste, Berseba, Oranjemund y !Nami #Nus. La capital de la región es Keetmanshoop.

## Límites
La frontera occidental de ǁKharas es el océano Atlántico. Su ubicación en el sur de Namibia implica que comparte una larga frontera en el sur y este con la provincia del Cabo del Norte de Sudáfrica. En el país solo limita con la región Hardap, al norte.

## Geografía
El nombre adjudicado a la región refleja la preeminencia de las sierras Karas, situadas en la parte del sur de la región.
Su clima es seco. Los ríos más importantes son el río Orange, que define la frontera sur con Sudáfrica, y el Fish, un afluente del Orange que discurre por el centro de la región. Todo esto la convierte en sitio ideal para cosechas, como por ejemplo de uva de mesa. En ganadería destaca la carne de bovino, ovino y de avestruz.

## Idioma
Las lenguas más habladas son el nama y el afrikáans. El inglés también es oficial.

## Economía
Es una región con abundante riqueza natural, tanto en el interior, como en su zona costera. Posee las reservas más grandes del mundo de diamantes aluviales. Goza de estabilidad sociopolítica, baja tasa de criminalidad y buenas infraestructuras que dan acceso a mercados locales, regionales y extranjeros.
La región es predominantemente de pequeña granjas ganaderas, consistiendo sobre todo en animales como ovejas o cabras. El ganado de caza y las granjas irrigadas a lo largo de la represa Naute y el río Orange han ganado considerable importancia.
Son características de la región la ciudad puerto de Lüderitz y su pesca y su industria de construcción naval; las zonas de diamantes a lo largo de la costa, con Oranjemund como centro principal; empresas de extracción y mineras en la parte del sur de Namibia (área de Klein Karas, Rosh Pinah); el campo de Gas Kudu, en el océano Atlántico, e industrias a pequeña escala en Luderitz y Keetmanshoop.
El potencial de crecimiento económico del área es considerable, pero necesita una política de desarrollo general intensiva. Es un área redituable que genera impuestos para el Gobierno central, que predominantemente vienen de la minería del diamante.

## Atracciones turísticas

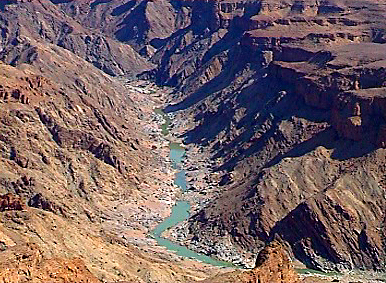
Cañón del Río Fish

Por su territorio discurren los desiertos del Namib y del Kalahari, que albergan especies animales y vegetales únicas en el mundo. Estos desiertos, llenos de riqueza natural, junto con el Cañón del río Fish han hecho florecer el sector turístico, enfocándose en el denominado "ecoturismo". Ambos desiertos están muy protegidos.
Los manantiales termales en Ai-Ais, y en el futuro probablemente también de Warmbad; el bosque Kokerboom, cerca de Keetmanshoop; el cañón del Río Fish, que es el segundo más grande en el mundo; la montaña Brukaros (un antiguo volcán), cerca de Berseba; la ciudad costera de Lüderitz, y granjas de alojamiento y caza resultan atracciones turísticas importantes. La industria del turismo tiene potencial para su mayor expansión.

## Comunicaciones
La vía férrea principal y dos rutas troncales principales dan acceso a Sudáfrica. Keetmanshoop es considerada como la capital del sur y tiene conexión directa por aire, ferrocarril y rutas con Windhoek. Su aeropuerto es de estándar internacional y apropiado para el tráfico aéreo internacional. El aeródromo en Kolmanskop cerca de Lüderitz es con regularidad servido por Air Namibia en sus vuelos a Ciudad del Cabo y Windhoek. También existen instalaciones para aterrizaje bien desarrolladas en Oranjemund.

## Distritos electorales
La región comprende siete distritos electorales: 
- !Nami #Nus
- Berseba
- Keetmanshoop Urbano
- Keetmanshoop Rural
- Oranjemund
- Karasburg Este
- Karasburg Oeste